# Manuel Cáceres
Manuel Altagracia Cáceres y Fernández nació en 1838 en Azua, República Dominicana, era conocido como Memé. Fue un político y anexionista dominicano, padre de Ramón Cáceres. Ocupó provisionalmente el poder ejecutivo de la República Dominicana el 31 de enero de 1868, más adelante, fue mandado a matar por Ulises Heureaux, causa por la cual tuvo que abandonar la presidencia el 13 de febrero de 1868. Estuvo de acuerdo con la anexión de la República Dominicana a España; firmó el Acta de Anexión en Moca, el 23 de marzo de 1861. Manuel Altagracia Cáceres fue asesinado en 1879, pocos días antes de las elecciones del 27 de febrero de 1879.